# Maurílio
Maurílio (c. 1000–1067) foi um arcebispo normando de Ruão entre 1055 e 1067.
Era originalmente de Reims, e nasceu cerca de 1000. Estudou o sacerdócio em Liege e tornou-se um membro do capítulo da catedral de Halberstadt. Tornou-se um monge na Abadia de Fécamp, mas depois tornou-se um eremita em Vallombrosa. De lá, foi eleito abade do mosteiro de Santa Maria de Florença, mas sua austeridade causou uma revolta entre os monges e ele foi forçado a voltar para Fécamp.
Ocupava o cargo de arcebispo de Ruão a partir de 1054, quando ele ocorre em documentos como arcebispo. Os Annals of Jumieges, no entanto, colocam sua elevação como arcebispo em 1055. Sucedeu Maugério, que foi deposto por um conselho realizado em 1054 ou 1055 em Lisieux, sob a orientação de um legado papal. Após a deposição de Maugério, foi nomeado por causa de seu apoio à reforma da igreja. Contemporâneos elogiaram seu caráter santo que lhe rendeu o respeito de seus companheiros do clero. Também era conhecido por seus interesses e conhecimentos acadêmicos. Era um benfeitor das abadias de Saint-Ouen, Jumièges, Le Tréport, e Saint-Ymer. Junto com Lanfranco, convenceu o futuro Santo Anselmo para tomar votos monásticos em 1060. Como arcebispo, construiu uma grande igreja para substituir a Catedral de Ruão. Também ocupou pelo menos um sínodo provincial — o Sínodo de Ruão de 1063, e talvez realizou outro concílio eclesiástico em algum momento entre 1055 e 1063.
Sua última aparição em documentos acontece em 1067, e morreu no verão desse ano. Seu último ato público foi consagrar a nova igreja da abadia de Jumièges em 1º de julho de 1067, na presença do duque Guilherme, que havia voltado de sua recente conquista da Inglaterra em 1066. Duas datas diferentes são dadas para sua morte, com um aviso aparecendo para 11 de julho, no mosteiro de Monte Saint-Michel, mas a Abadia de Jumièges gravou sua morte em 9 de agosto. Foi enterrado na catedral de Ruão. Após sua morte, o arcebispado foi oferecido a Lanfranco, que recusou o cargo.